# Míriam Bonastre Tur
Míriam Bonastre Tur   (Pineda de Mar, 5 de febrer de 1994) és una il·lustradora i autora de còmics catalana, coneguda pel seu còmic digital Hooky.

## Biografia
Es va graduar en il·lustració a l'Escola Joso de Barcelona el 2015. Des d'aquell mateix any, comença a publicar setmanalment el còmic digital Hooky a la plataforma Webtoon fins al 2020. La sèrie, orientada al públic anglosaxó, especialment nord-americà, es va convertir en un gran èxit internacional en aquesta plataforma digital de còmics. Ara està treballant en la sèrie Marionetta també a Webtoon.
En paral·lel, el 2018 va formar part de l'equip creatiu d'El Rubius en sis capítols de Virtual Hero.
Després de l'èxit del còmic digital Hooky, va començar a preparar la versió en paper que va publicar el 2022. El primer volum va ser ben rebut tant a Espanya com als Estats Units, on es va incloure en les llistes dels llibres més venuts de The New York Times. Ja ha escrit el tercer volum de l'obra, que ha està publicat en la tardor de 2023.
Actualment està treballant en una adaptació de Marionetta amb la editorial Penguin Random House col·laboradora habitual de la revista Planeta Manga, on va publicar el 2022 El príncep de la calamitat juntament amb Blanca Mira, Laia López i Sara Lozoya.

## Estil i influències
El seu estil de dibuix està influenciat pel manga i l’animació, amb personatges expressius i històries plenes d’aventures i emoció. Ha citat referents com Harry Potter i Avatar: The Last Airbender per la manera com combinen fantasia i relacions humanes profundes.